# Каранфил, Нае
Нае Каранфил при рождении Николае Каранфил (рум. Nae Caranfil; 7 сентября 1960, Бухарест) — румынский кинорежиссёр
, сценарист, актёр, композитор, педагог.

## Биография
Сын румынского кинокритика и историка кино Тудора Каранфила. В 1984 году окончил режиссёрский факультет Национального университета театра и кино «И. Л. Караджале» в Бухаресте, где он позже работал преподавателем.
Дебютировал в качестве режиссера в 1993 году фильмом «E pericoloso sporgersi», получившим награды на нескольких кинофестивалях .

## Фильмография

### Режиссёр
- Frumos e în septembrie la Veneția (1983, помощник режиссёра)
- Promisiuni (1985, помощник режиссёра)
- Furtună în Pacific (1986, помощник режиссёра)
- E pericoloso sporgersi (1993)
- Asfalt Tango (1996)
- Dolce far niente (1999)
- Филантропия / Filantropica (2002)
- Остальное — молчание / Restul e tăcere (2008)
- Closer to the Moon]]
- 6,9 pe Scara Richter (2016)

### Сценарист
- E pericoloso sporgersi]] (1993)
- Asfalt Tango (1996)
- Dolce far niente (1999)
- Филантропия / Filantropica (2002)
- Остальное — молчание / Restul e tăcere (2008)
- Closer to the Moon

### Актёр
- Salutări de la Agigea (1984)
- Promisiuni (1985)
- În fiecare zi mi-e dor de tine (1988)
- Филантропия / Filantropica (2002)
- Остальное — молчание / Restul e tăcere (2008)
- Филантропия / Filantropica (2002)
- Остальное — молчание / Restul e tăcere (2008)

Автор музыки к совместному франко-румынскому фильму «Les Dimanches de Permission» и «Asfalt-tango».

## Награды
- 2009: 9 премий Гопо за фильм «Остальное — молчание» среди которых Гопо за лучший фильм, За лучший сценарий, Лучшая постановка и т. д.
- 2006: Кавалер ордена «За верную службу»[2]
- 2003: Würzburg International Filmweekend - Приз зрительских симпатий за фильм «Филантропия»
- 2002: Международный фестиваль фильмов о любви в Монсе - Приз молодого европейского жюри за фильм «Филантропия»
- 2002: Парижский кинофестиваль - Приз общественности за фильм «Филантропия»
- 2002: Wiesbaden goEast - Специальный приз жюри за фильм «Филантропия»
- 1998: Международный фестиваль франкоязычных фильмов в Намюре - Премия Golden Bayard за лучший сценарий к фильму «Dolce far niente»
- 1993: Средиземноморский кинофестиваль в Монпелье - Приз критиков «E Pericoloso Sporgersi»